# Contea di St. Francis
La contea di St. Francis, in inglese St. Francis County, è una contea dello Stato dell'Arkansas, negli Stati Uniti. La popolazione al censimento del 2000 era di 29 329 abitanti. Il capoluogo di contea è Forrest City.

## Storia
La contea di St. Francis fu costituita il 13 ottobre 1827.

## Geografia
La contea si trova nella parte orientale dell'Arkansas. L'U.S. Census Bureau certifica che l'estensione della contea è di 1670,90 km², di cui 1640,00 km² composti da terra e i rimanenti 20,88 km² composti di acqua.

### Contee confinanti
- Cross County (north)
- Crittenden County (east)
- Lee County (south)
- Monroe County (southwest)
- Woodruff County (northwest)

### Strade principali
- Interstate 40
- U.S. Highway 70
- Highway 1
- Highway 38
- Highway 50
- Highway 75

## Geografia antropica

### Città
- Caldwell
- Colt
- Forrest City (county seat)
- Hughes
- Madison
- Palestine

### Towns
- Jennette
- Wheatley
- Widener

### Unincorporated towns
- Four Gums
- Goodwin
- Greasy Corner
- Heth
- Midway
- New Shady Grove
- Sand Slough
- Shell Lake

### Townships
- Black Fish

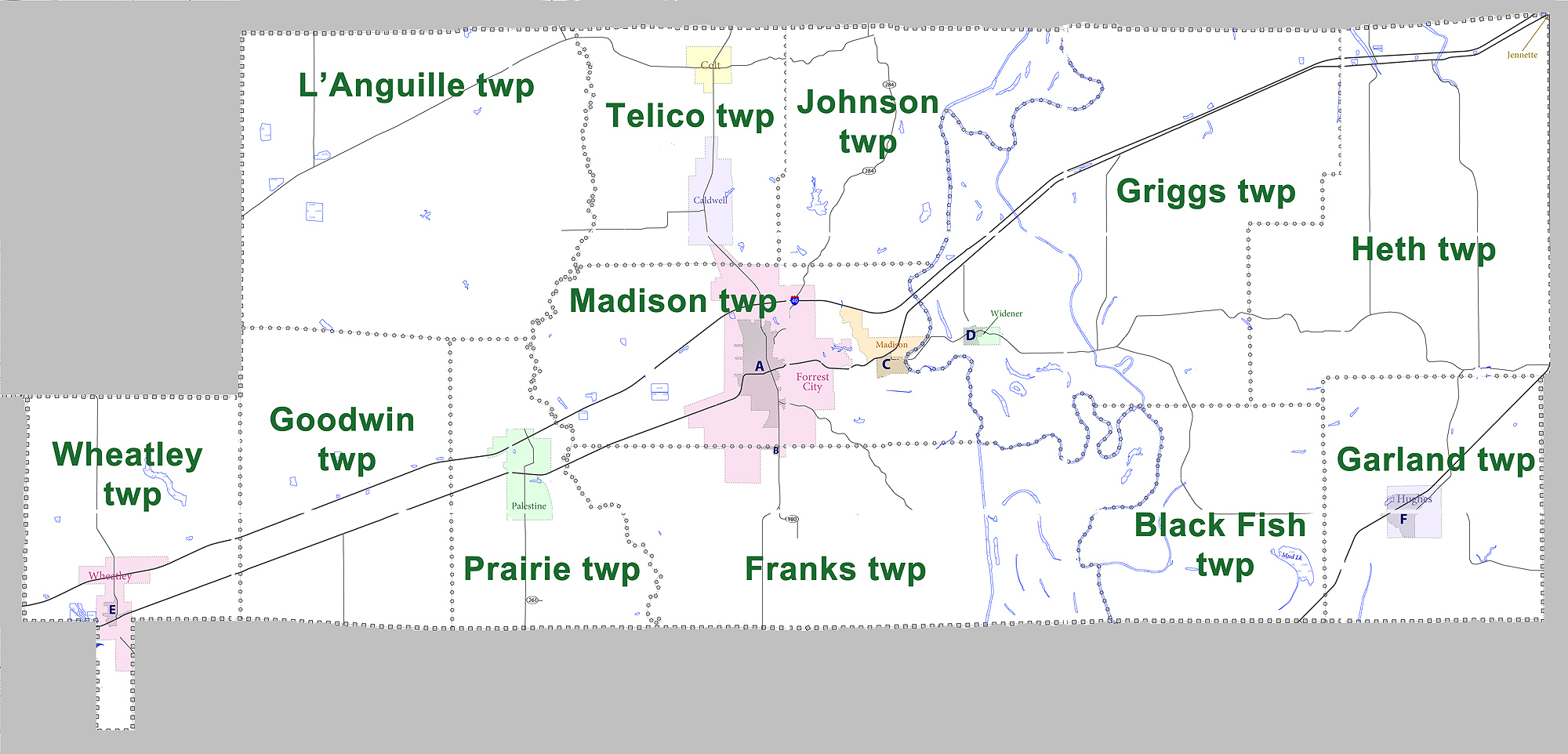
Townships in St. Francis County, Arkansas as of 2010

- Franks (small part of Forrest City)
- Garland (Hughes)
- Goodwin
- Griggs (Widener)
- Heth
- Johnson
- L'Anguille
- Madison (most of Forrest City, Madison
- Prairie (Palestine
- Telico (Caldwell, Colt, small part of Forrest City)
- Wheatley (most of Wheatley)